# سانریکو، ایواته
سانریکو، ایواته (به لاتین: Sanriku) یک منطقهٔ مسکونی در ژاپن است که در ناحیه توهوکو واقع شده‌است. سانریکو  ۸٬۳۲۲ نفر جمعیت دارد.